# Ancienne gare de Séville-Plaza de Armas
L'ancienne gare de Séville-Plaza de Armas, connue aussi localement sous le nom de gare de Cordoue, était une gare ferroviaire de Séville, dans la province homonyme, utilisée de 1901 à 1990. Elle a depuis été transformée en centre commercial, ses façades néo-mudéjares étant conservées.

## Histoire

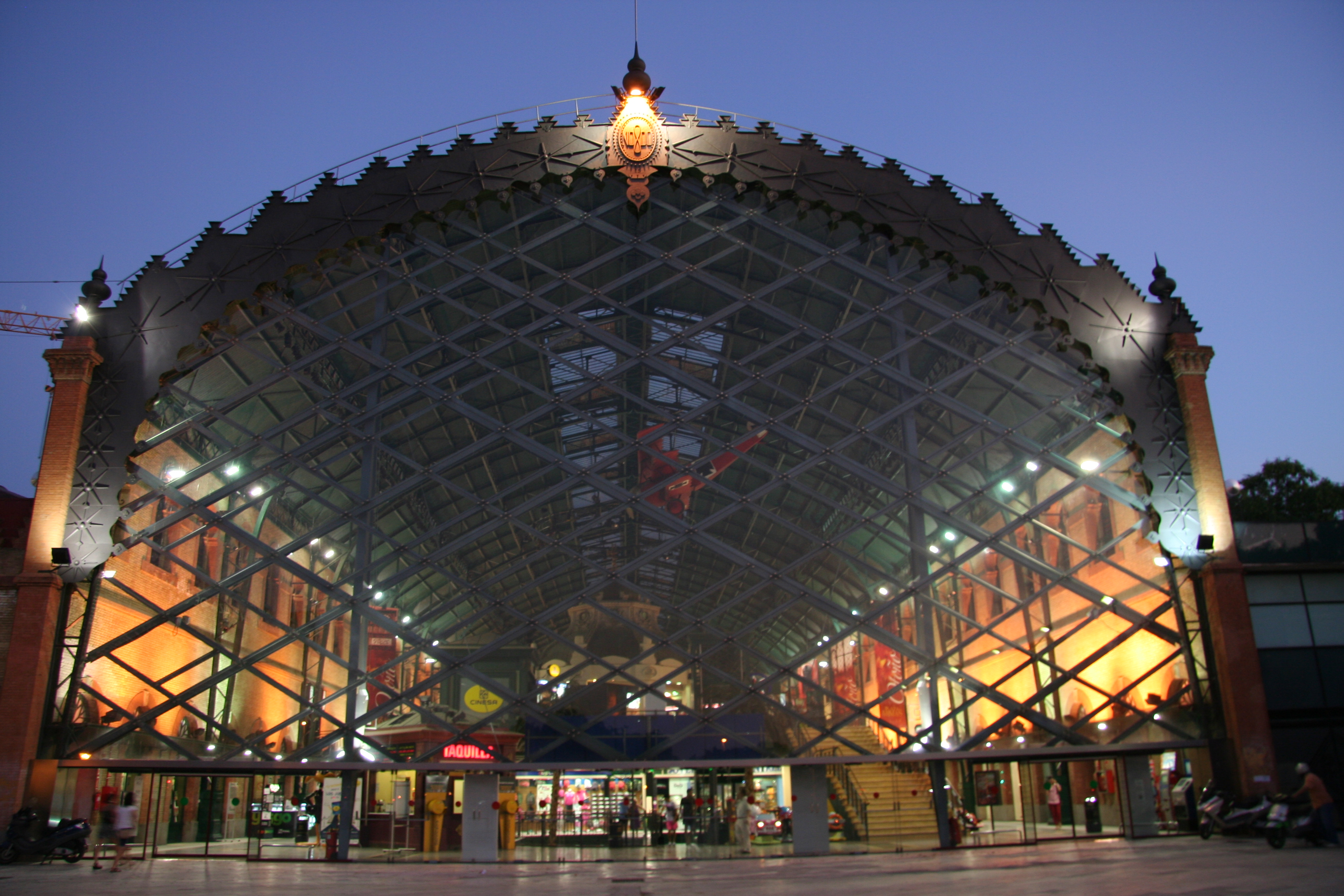
Façade postérieure du centre commercial, situé dans l'ancienne gare; une verrière contemporaine a été ajoutée à l'édifice.

Elle a été bâtie par la compagnie ferroviaire MZA et inaugurée en 1901. De style régionaliste et néo-mudéjare, elle est inspirée de la Grande mosquée de Tanger et de la célèbre Cour des Lions de l'Alhambra de Grenade. La gare de Plaza de Armas est devenue au fil des années une des principales gares de cette compagnie. Elle a également été une des principales gares ferroviaires de Séville, étant le terminus des trains originaires de la Meseta, Cordoue, Huelva et l'Estrémadure. Outre le bâtiment voyageurs, de style néo-mudéjar, la gare constituait un complexe disposant d'installations de marchandises et de tri. Après la nationalisation du réseau ferroviaire, en 1941, ses installations ont été intégrées dans le réseau de la RENFE.
Le Plan de Raccordements Ferroviaires de Séville, de 1971, prévoyait la réorganisation du réseau ferré qui existait à Séville et la suppression de diverses gares, dont celle de Plaza de Armas. Cela n'a été réalisé qu'au début des années 1990, avec les travaux réalisés à l'occasion de l'Exposition Universelle de 1992. La gare a fonctionné jusqu'au 29 septembre 1990. Dès lors, le trafic ferroviaire principal de Séville s'est concentré sur la gare de San Bernardo, jusqu'à l'inauguration de la gare de Santa Justa en mai 1991,. Pendant l'Expo'92 la gare a été utilisée comme partie du « Pavillon de Séville », lequel racontait une série de bâtiments historiques usagés répartis dans la ville,.
Le bâtiment est resté sans usage jusqu'à ce qu'en 1999, il rouvre au public en tant que centre commercial et de loisir, hébergeant des salles de cinéma, restaurants et boutiques de mode. Le bâtiment a été modifié mais a été conservé pratiquement sans altérations importantes. Seule une imposante verrière contemporaine en acier et verre a été ajoutée au niveau des anciens quais .

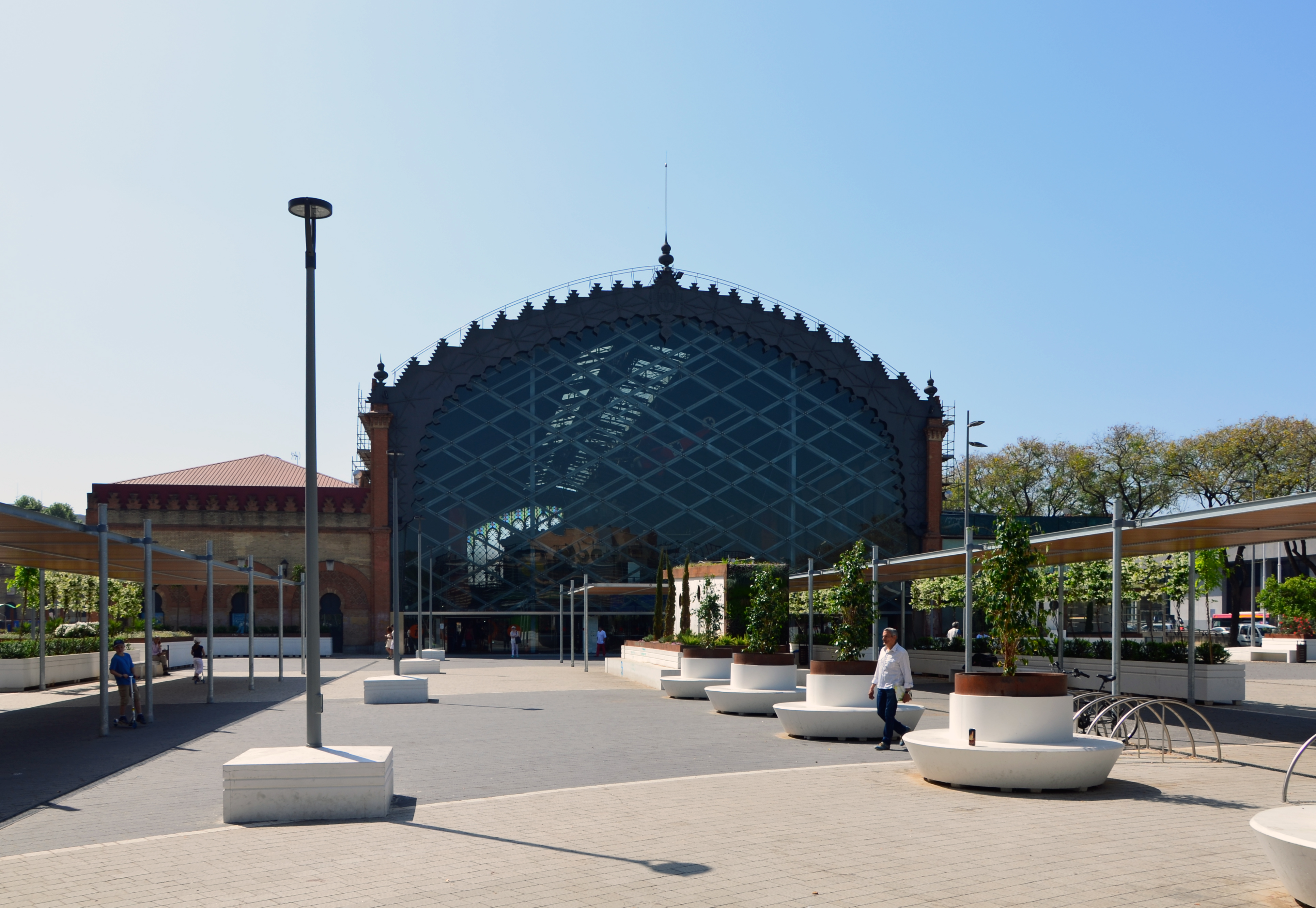
Espace aménagé sur les anciennes voies
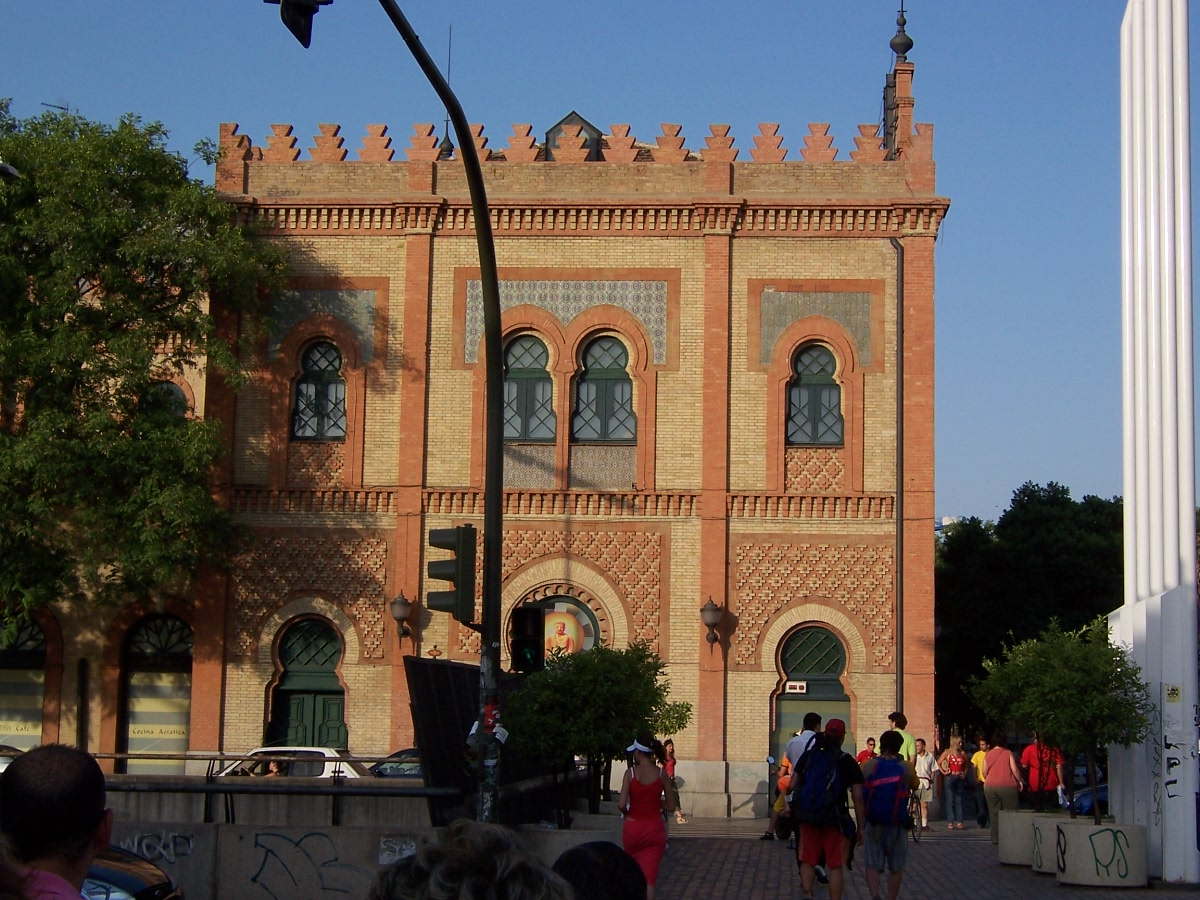
Façade néo-mudéjare
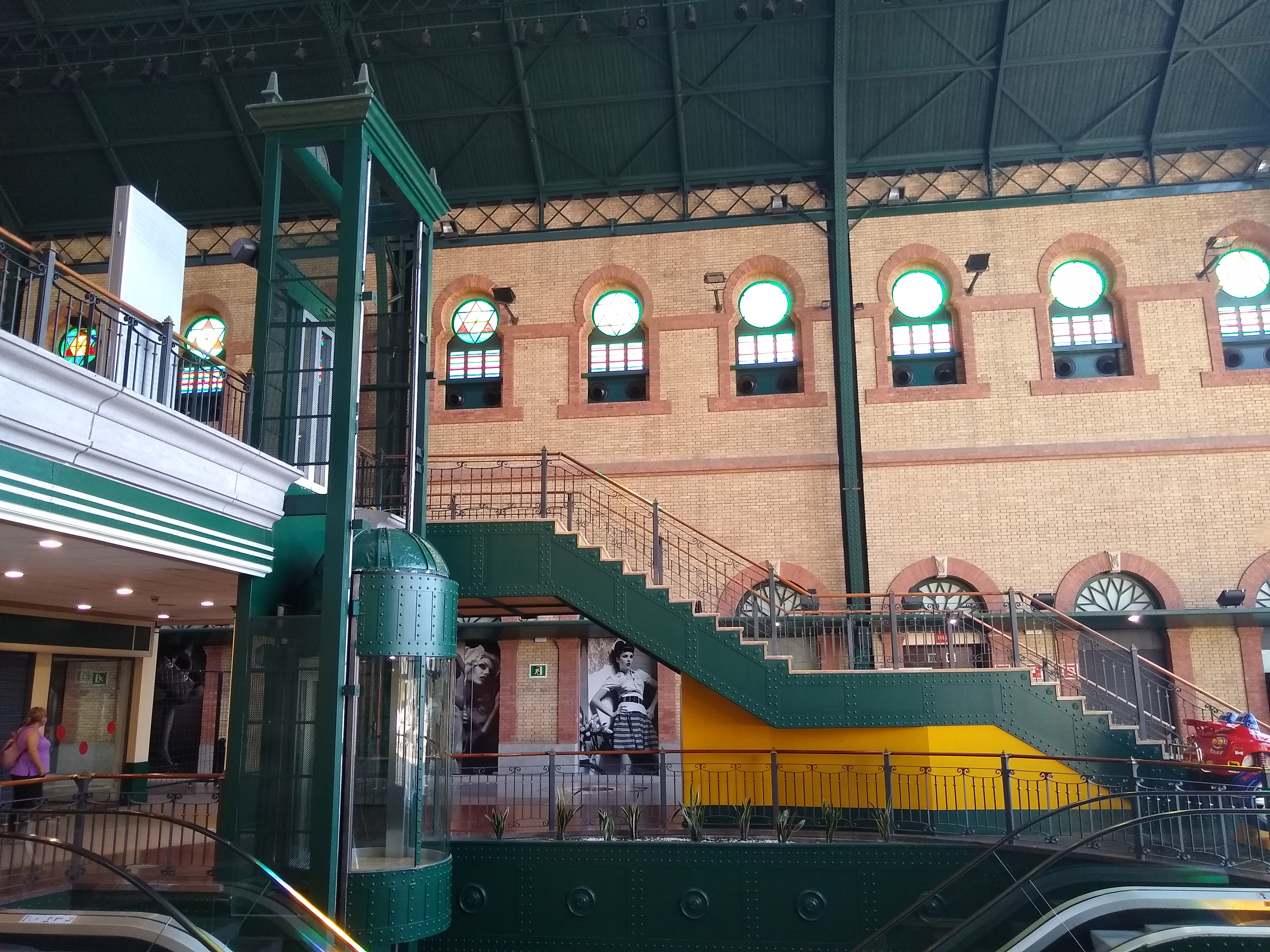
Centre commercial